# Thủy điện Bá Thước 1
Thủy điện Bá Thước 1 là thủy điện xây dựng trên dòng chính sông Mã tại vùng đất xã Thiết Kế huyện Bá Thước tỉnh Thanh Hóa, Việt Nam.
Thủy điện Bá Thước 1 có công suất lắp máy 60 MW, sản lượng điện hàng năm 216 triệu KWh, khởi công tháng 11/2013, hoàn thành tháng 08/2017 
Thủy điện Bá Thước 1 ở phía dưới Thủy điện Hồi Xuân 20°26′47″B 105°03′05″Đ / 20,446374°B 105,051508°Đ, và ở phía trên Thủy điện Bá Thước 2 20°19′21″B 105°19′40″Đ / 20,322575°B 105,32783°Đ khoảng 33 km theo đường sông.